# Bulbophyllum kupense
Bulbophyllum kupense là một loài thực vật thuộc họ Orchidaceae. Đây là loài đặc hữu của Cameroon, nơi sống tự nhiên của chúng là vùng núi ẩm nhiệt đới hoặc cận nhiệt đới; and nơi chúng hiện đang bị đe dọa vì mất nơi sống. Nó được miêu tả về mặt sinh học năm 2004.
B. kupense được biết đến như một loài biểu sinh đơn lẻ trên một cây xoài nhỏ (Mangifera indica) được trồng trong một khu vườn tư nhân ở Nyasoso (độ cao 830 m), núi Kupe.